# SOT
SOT (чеш. Škoda Obojzivilny Tank, Шкода плавающий танк) — чехословацкий плавающий танк производства фирмы «Škoda». Также известен как SO.

## История разработки
Данный танк является первым плавающим танком Чехословакии. Его проект был заказан армией в октябре 1936 года. За разработку взялись две фирмы: Škoda и ČKD. Задание заключалось в оснащении данного танка лёгкой бронёй, двумя тяжёлыми пулемётами. Предназначение: разведка.
Шкода, как ни странно, занималась этой работой давно и получила право на разработку. Первое название расшифровывалось как ŠO (чеш. Škoda Obojzivilny). После подписания контракта армия присвоила индекс ŠOT.

## Описание
Для танка использовалось частично шасси от LT vz.35. Один борт состоял из четырёх опорных катков, переднего катка, четырёх роликов, переднего катка и колёс (переднего направляющего и заднего ведущего). Корпус собирался из бронелистов толщиной от 6 до 15 мм, имел клёпаную конструкцию. Использовался авиадвигатель Avia TR-12 с радиальным расположением цилиндров, который ставился и на танк SET. Танк оснащался двумя пулемётами ZB vz.37 (в башне и в лобовом корпусе). Экипаж: 3 человека.
Масса танка по расчётам превышала 7 тонн, что нарушало условия задания. В качестве варианта была установлена электротрансмиссия, что считалось тогда новинкой. Для КПП ставились как варианты чехословацкого производства, так и французского (Cotal).

## Испытания
Первый прототип не был закончен до того, как немцы оккупировали Чехословакию. Впрочем, немецкие войска разрешили завершить постройку танка, чтобы проверить эффективность машины. Испытания прошли в июле 1939 года на Эльбе, но немцы остались недовольны: танк был слишком медленным и не мог проходить испытания в воде. В 1940 году работы прекратились, но через год его компоненты установили на танк SET. Сам же SOT был разобран на металл через несколько лет.